# Ronde pévéloise
La Ronde pévéloise - G.P de Pont-à-Marcq est une course cycliste créée en 2010 et disputée sur un circuit autour de la ville de Pont-à-Marcq. L'épreuve est créée en remplacement du Grand Prix de Dourges. La première édition de l'épreuve a été remportée par l'Allemand Frank Dressler-Lehnhof alors que la seconde a marqué l'un des premiers coups d'éclat du jeune Arnaud Démare puisqu'il s'imposait au sprint devant deux sprinteurs appartenant au peloton professionnel : Yauheni Hutarovich et Denis Flahaut. Cette épreuve est ouverte aux équipes professionnelles ayant un statut continental et continental professionnel.
La dernière édition de la course est disputée en juillet 2014. Son édition 2015 est annulée pour des raisons budgétaires et les organisateurs ont déclaré ne plus l'organiser à l'avenir.

## Palmarès
Le palmarès de la course est marqué par les trois victoires successives du français Benoît Daeninck (CC Nogent-sur-Oise) en 2012, 2013 et 2014. Arnaud Démare l'a remportée en 2011 alors qu'il faisait partie du même cyclo-club, il est devenu stagiaire quelques semaines plus tard dans l'équipe FDJ avant d'y être titulaire en 2012.

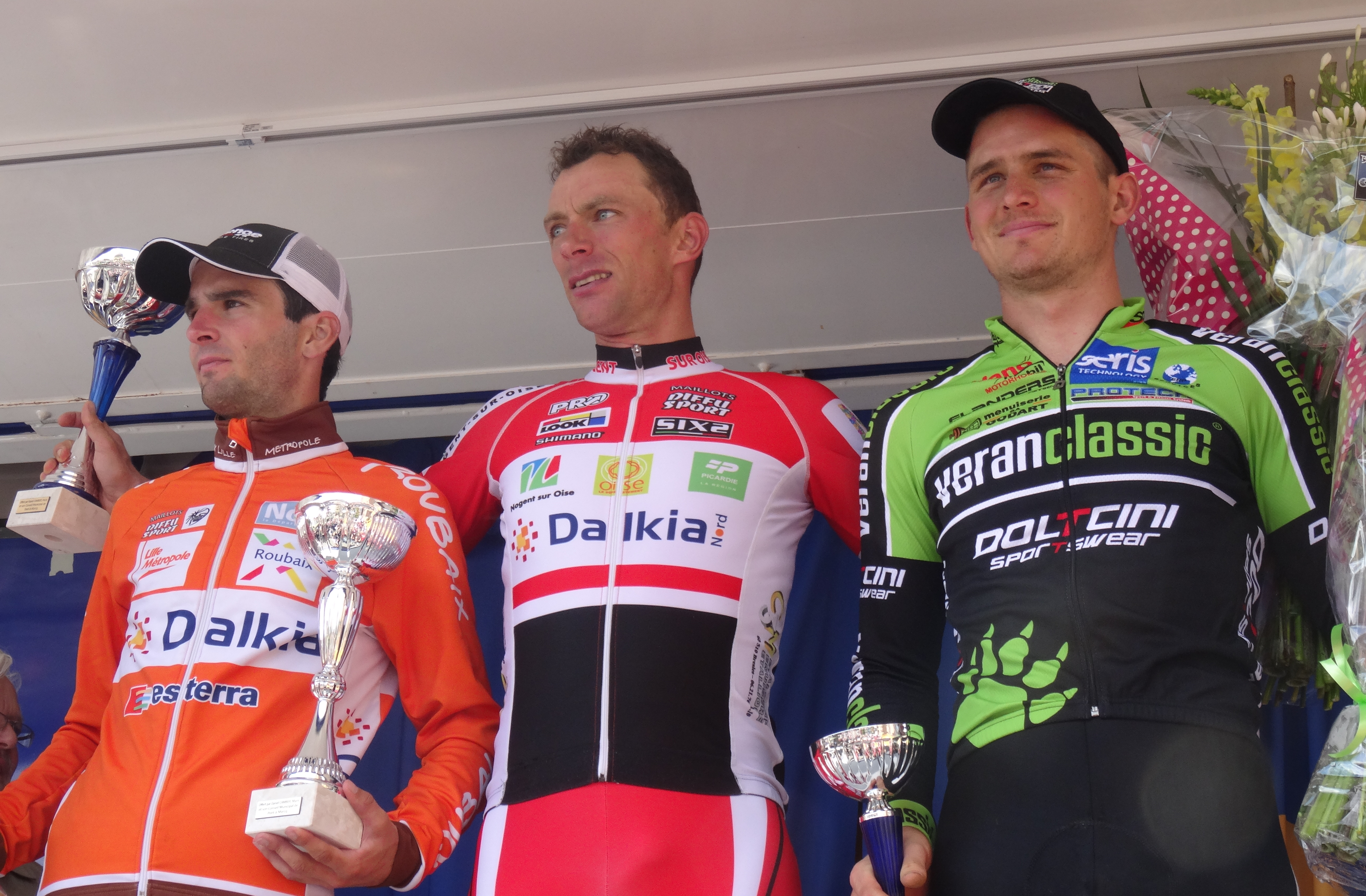
Podium de l'édition 2014 de la Ronde pévéloise : Baptiste Planckaert (2e), Benoît Daeninck (1er) et Cameron Karwowski (3e).

| Année | Vainqueur,             | Deuxième            | Troisième         |
| ----- | ---------------------- | ------------------- | ----------------- |
| 2010  | Frank Dressler-Lehnhof | Robert Retschke     | Jack Anderson     |
| 2011  | Arnaud Démare          | Yauheni Hutarovich  | Denis Flahaut     |
| 2012  | Benoît Daeninck        | Philip Lavery       | Loïc Desriac      |
| 2013  | Benoît Daeninck        | Sean De Bie         | Antoine Demoitié  |
| 2014  | Benoît Daeninck        | Baptiste Planckaert | Cameron Karwowski |

## Disparition
L'organisateur de la Ronde pévéloise Alain Randour et Alain Baillet ont décidé d'annuler à la fin de la première semaine d'avril l'édition 2015 de la course. Les élus de Pont-à-Marcq ont décidé de diviser par deux la subvention qui était allouée à la course, qui passait alors de 20 000 à 10 000 €, le conseil municipal avait prévenu en 2014 qu'il ne pourrait plus mettre autant en 2015 et qu'il n'y aurait plus de subvention en 2016. L'adjoint aux finances Christian Vandenbroucke indique à La Voix du Nord que les dotations de la commune ont baissé de 20 % et que 400 000 € de subventions attendues du département ne tomberont pas.
Alain Randour indique que perdre 10 000 € sur une course qui en coûte environ 50 000 € représente une grosse perte, surtout qu'il est assez difficile de trouver des sponsors, et qu'il faut payer la photo-finish, défrayer les équipes, payer les signaleurs... Alain Randour et Alain Baillet ont décidé de ne plus organiser l'épreuve. Pour l'édition 2015, ils perdent 3 500 € versés à l’UCI pour être inscrits dans le calendrier des courses internationales et 3 000 € constituant une amende liée à l'annulation.